# Картвелски језици
Картвелски или јужнокавкаски језици, су језичка породица заступљена у Грузији и североисточној Турској, у областима уз границу са Грузијом. Традиционално се деле на две основне гране северну, у коју спада свански језик и јужну, која обухвата остале језике: грузијски, мегрелски и ласки. 

## Класификација
Картвелски језици:
- севернокартвелски језици
  - свански језик
- јужнокартвелски језици
  - грузијски језик
  - зански језици
    - мегрелски језик
    - ласки језик

## Повезаност са другим породицама језика
Према грузијском лингвисти Арнолду Чикобави јужнокавкаски (картвелски) језици, северозападнокавкаски (абхаско-адигејски) језици и североисточнокавкаски (нахско-дагестански) језици, са три изумрла језика хатским, хуријским и урартским чине део хипотетичке кавкаске макропородице језика. Међутим већина лингвиста одбацује ову хипотезу.
Још једна хипотеза која је у оптицају је и та да картвелски језици припадају ностратичкој макропородици језика. Овај став, међутим, критиковали су многи стручњаци, сматра се веома контроверзним и закључке који произилазе из њега не прихватају многи компаративисти, који теорију ностратских језика сматрају потпуно погрешном или у најбољем случају, неуверљивом.